# Calle Uría
La calle Uría es la principal arteria comercial de Oviedo, capital de Asturias. Toma su nombre del político José Francisco Uría y Riego.

## Historia

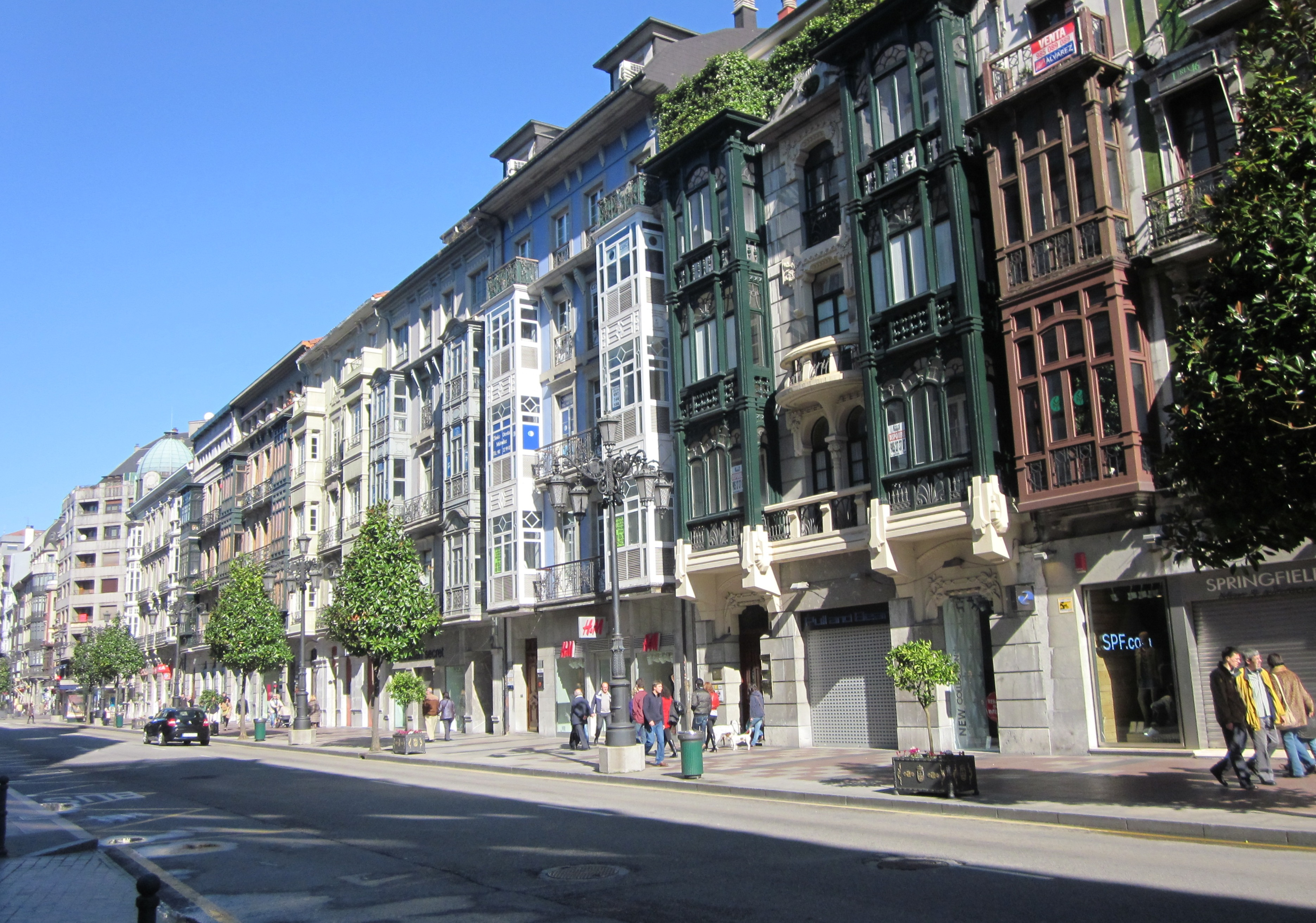
Edificios de la Calle Uría de Oviedo

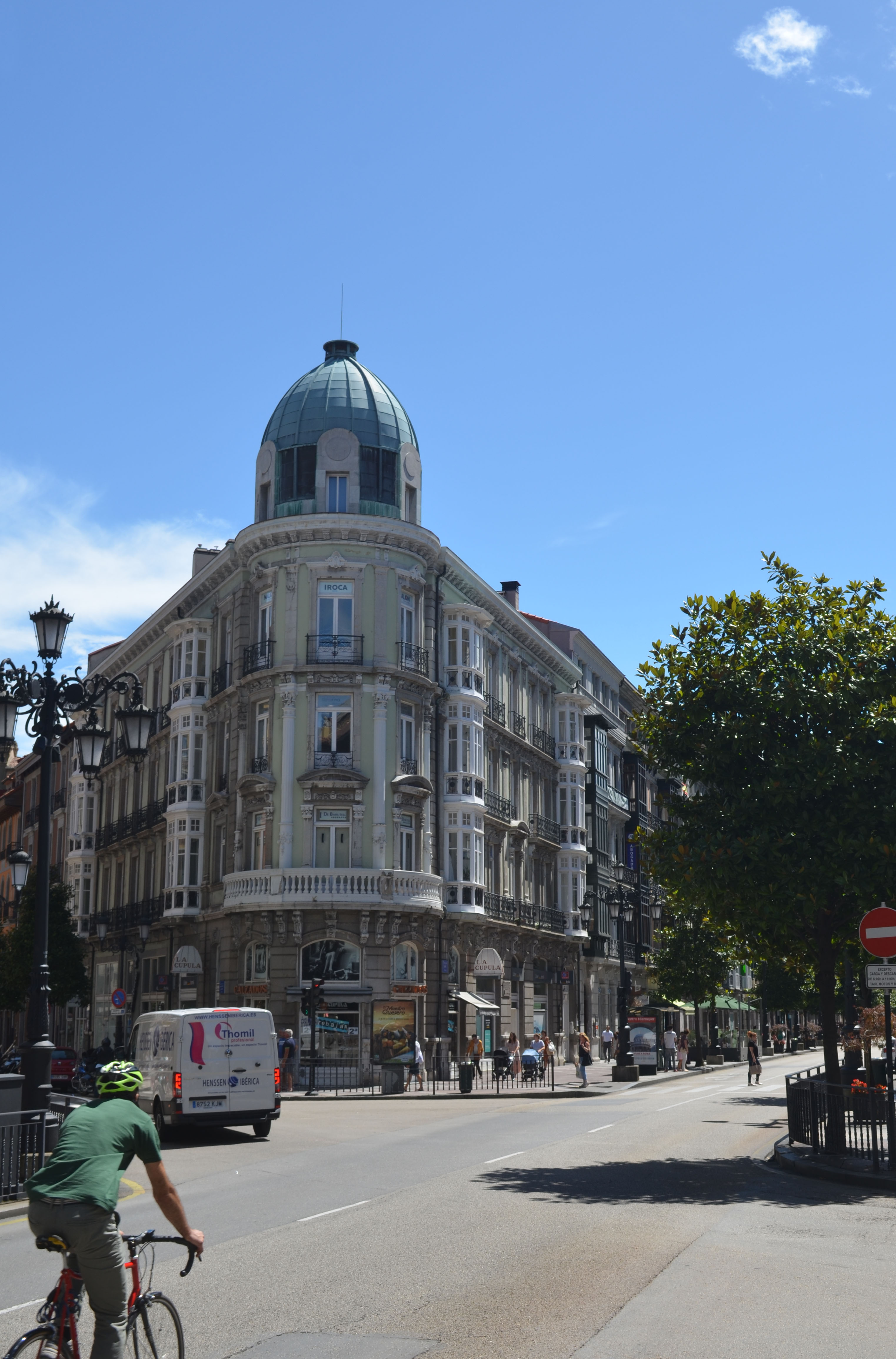
Uría con Melquíades Álvarez

La calle fue proyectada con la intención de unir el centro urbano con la estación del Norte. Fue diseñada por el ingeniero Salustio González Regueral, cuyo proyecto fue aprobado por el ayuntamiento el 12 de noviembre de 1868. Se construyó en dos tramos, el primero se terminó en 1874 entre la estación y el campo de San Francisco y el segundo entre este parque y la calle Rosal se terminó en 1880. Para terminar este último tramo fue necesario derribar en 1879, y tras una feroz polémica, el célebre Carbayón de Oviedo (que da nombre a los habitantes de la ciudad, carbayones) situado cerca de la Escandalera, donde hoy lo recuerda una placa.
Aparece descrita en El libro de Oviedo (1887) de Fermín Canella y Secades con las siguientes palabras:

Uría.—Debe su apertura al proyecto y planos del diputado asturiano é ingeniero D. Salustio G. Regueral en 1868, para comunicar el centro de la ciudad con la estación del ferro-carril. Está llamada á ser la vía principal del Oviedo moderno; fué trazada por la parte inferior N. del campo de San Francisco; es recta y despejada y pudo serlo más, si hubiera sido mirada con mayor interés. Debió ser más ancha; por medio de una graciosa plazuela tenía su centro el legendario Carbayón, árbol sagrado de los ovetenses, que fué derribado en 1879 para dar á la calle otra dirección cuando su apertura en 1874; después se la perjudicó con rasantes que nunca debió tener; y, por último, se la estrechó en su comienzo. Lleva el nombre del inolvidable y malogrado asturiano D. José Francisco Uría, celoso director de Obras públicas en el gabinete O'Donell-Posada Herrera, desde 1858 á 1862; por él tomaron vigoroso impulso las construcciones del Estado en esta provincia y él preparó la subasta y realización del ferro-carril asturiano.—Ent.: 27 de Marzo.—Conc.: Estación.
(Canella y Secades, 1887, p. 128)

En 1918, habiendo concluido la I Guerra Mundial, el ayuntamiento consideró oportuno cambiar el nombre de la calle por el de Avenida de Francia para rendir homenaje a las potencias ganadoras de la guerra. Sin embargo, todas las fuerzas de la ciudad se opusieron a este cambio y el propio ayuntamiento rectificó de su decisión una semana después.
En 1957 se realizó un ensanche de la vía con el que se perdieron innumerables edificios que habían sido construidos en ese periodo. Hasta entonces, buena parte de las edificaciones de Uría eran palacetes y chalés a imitación de las villas de recreo. Con estos derribos se consolidó la línea de altura actual.
La vía se extiende desde la calle Fruela hasta la estación central de Oviedo. Hasta el cruce con la calle Jovellanos linda con la plaza de la Escandalera. En la parte izquierda, la acera se confunde con el paseo de los Álamos hasta la esquina con la calle Conde de Toreno. La calle Uría hospeda numerosas firmas de ropa y hostelería, especialmente multinacionales. En 1973 abrirá en esta calle Galerías Preciados, fundadas por el asturiano Pepín Fernández. Es el lugar de celebración del Desfile de América, Fiesta de Interés Turístico Nacional.

## Edificios

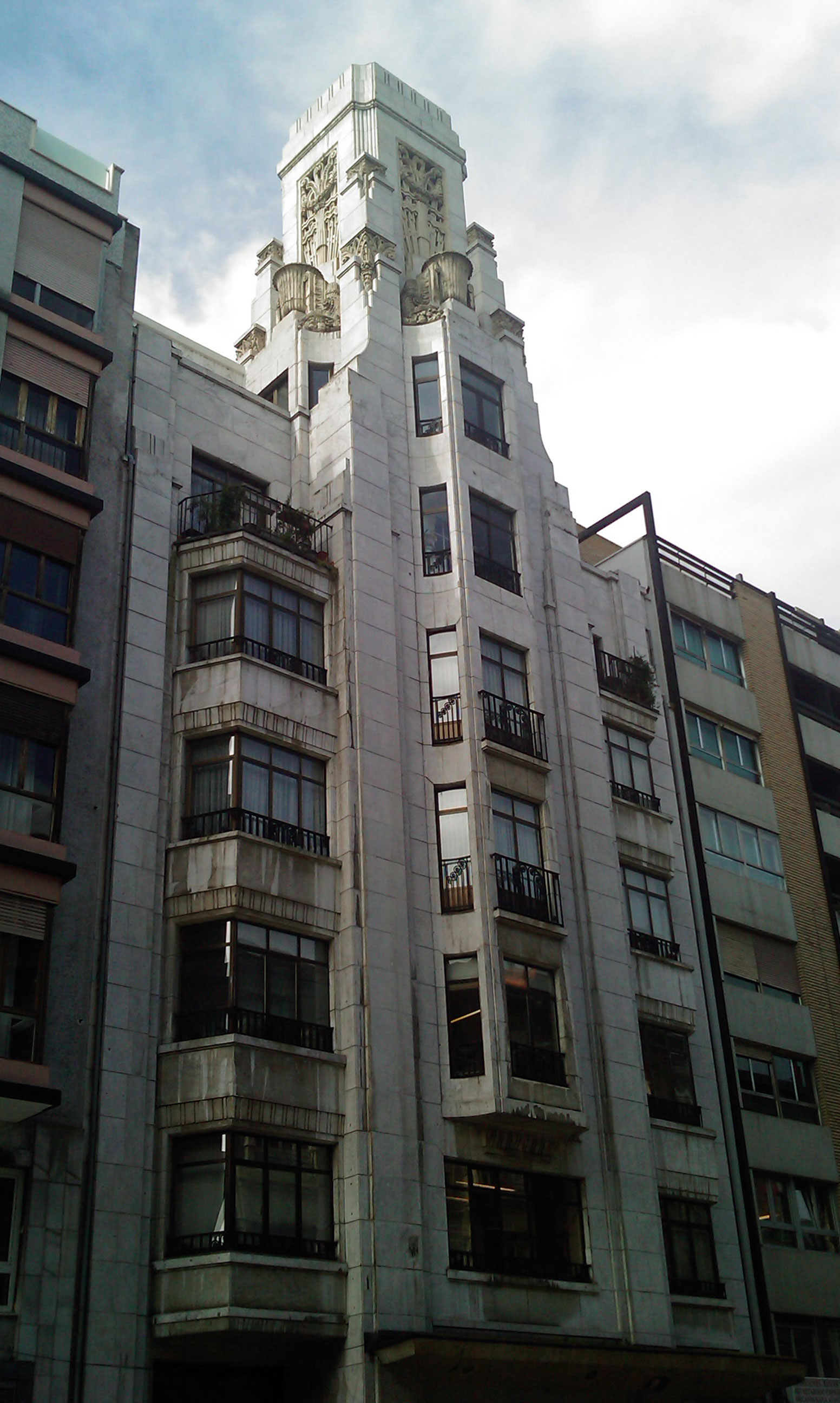
Fachada de la Casa Blanca, art decó

Los edificios más destacados de Uría son:
Estación del Nortesituada en el arranque de la calle Uría. El edificio original fue construido en 1874, siendo rediseñada en 1946 con el aspecto actual. Se trata de un gran edificio que sigue el esquema del ayuntamiento de Oviedo, en cuyo volumen principal se alza el reloj. En 1999 la playa de vías fue cubierta "La Losa", y al otro lado de ésta se levantó la nueva estación de Feve.
La Casa Blanca
Situado en el número 13.  es denominada de esta manera por el mármol blanco que cubre la fachada. Fue construido en 1932 por Ramón Martínez Cabal y diseñado por el arquitecto Manuel del Busto en 1929. Este fue el tercer encargo de Martínez Cabal, marmolista y almacenista de materiales de construcción, al arquitecto asturiano, tras sendos edificios de viviendas en las esquinas de la calle Jovellanos con la plaza de la Escandalera y de la calle Principado con la del Cabo Noval. En el momento de su construcción, este edificio de apartamentos de lujo era el más alto de la calle. De estructura piramidal, pertenece al estilo art decó que, pese a no tener éxito en España, dejó una importante huella en Asturias.
El edificio disponía de un pórtico de entrada al restaurante de la planta baja, desaparecido con el ensanchamiento de las aceras. El ático tiene forma de torre aislada, que es el soporte a la ornamentación decó. Su fachada fuera restaurada en el año 2011.
Casas del Cuitu

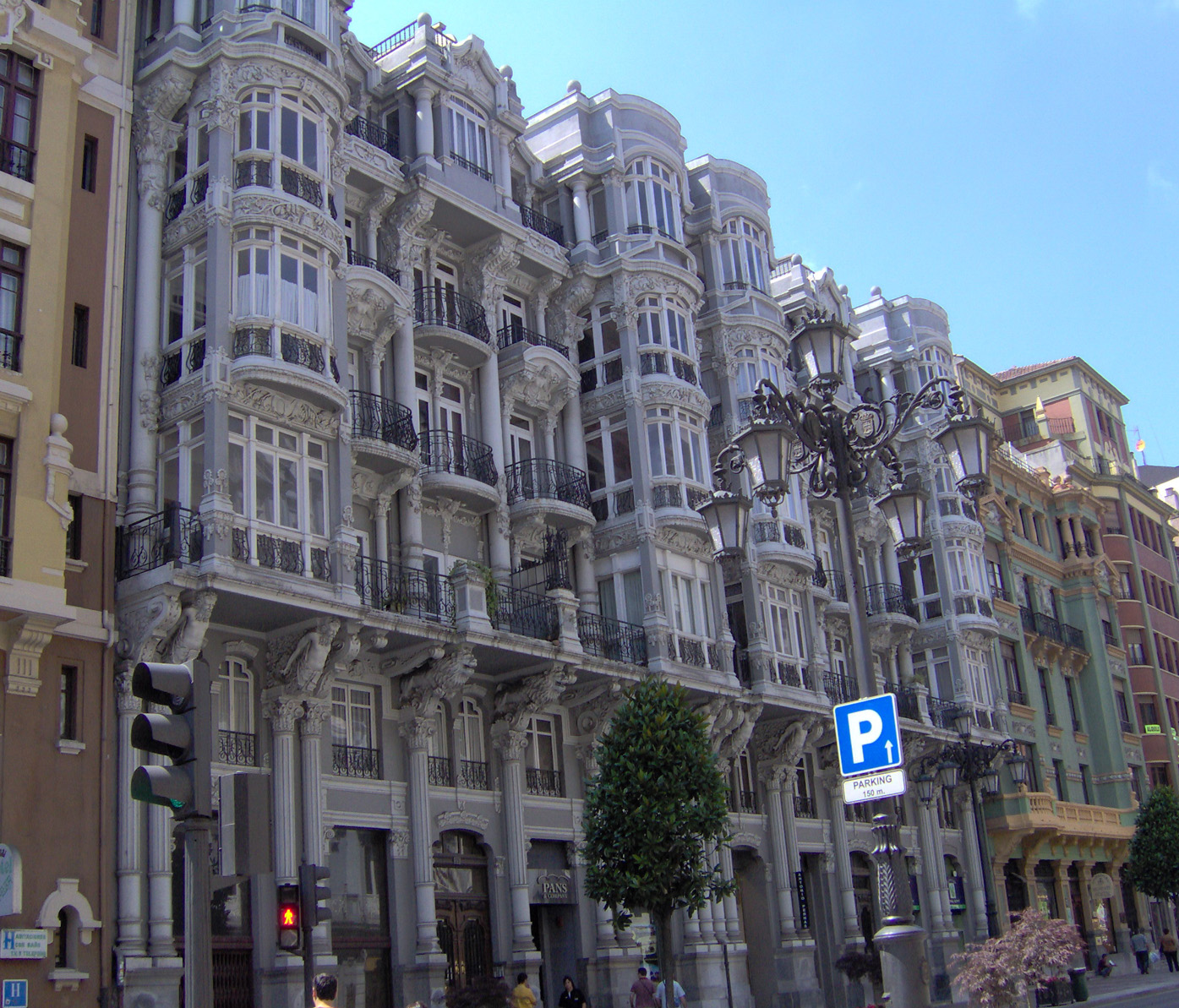
Fachada de las Casa del Cuitu a la calle Uría

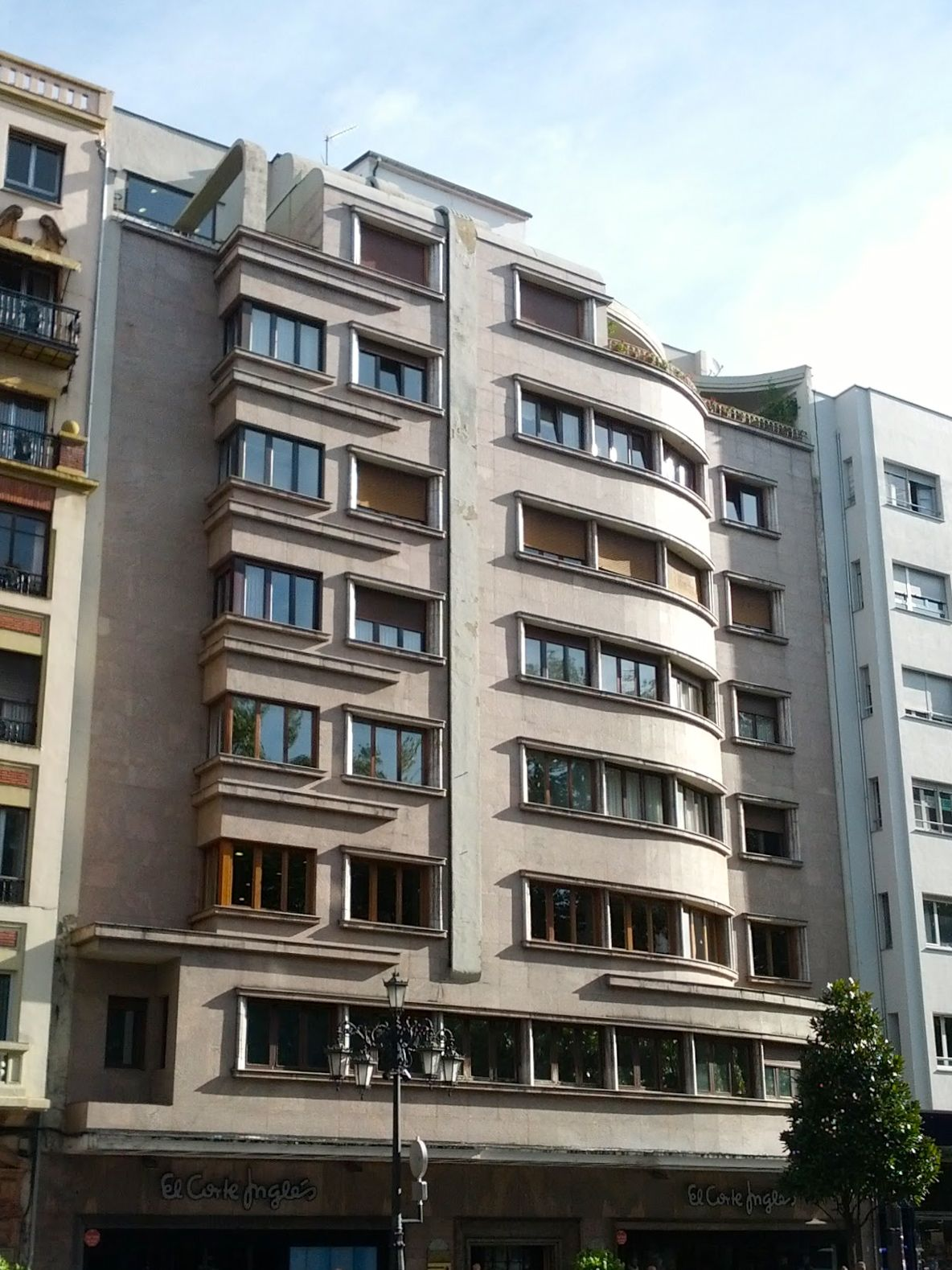
Fachada del edificio número 20, antiguo Cine Aramo

El edificio —formado por un conjunto de cuatro casas— situado cerca de la estación de ferrocarril, presenta fachadas neobarrocas a las calles Uría (números 27 y 29) y a la calle Independencia, con una superficie total de 8 300 m. La finca era propiedad del indiano José Álvarez Santullano, que inició en 1913 el expediente para su construcción, con planos firmados por el maestro de obras Ulpiano Muñoz Zapata. La obra concluyó en 1917, siendo el primer edificio de altura en la acera izquierda de la calle Uría.
En 2002 fue comprado por la constructora local Propiedades Urbanas, S.A. (PRUSA) al Banco Herrero con la intención de rehabilitarlo para alquiler de oficinas. PRUSA intentó acelerar la salida de los inquilinos promoviendo la declaración de ruina del mismo. El juez denegó la declaración de ruina económica, en 2007, al valorar en menos de la mitad del valor del edificio, 8,5 millones de euros, las obras de mantenimiento y conservación a las que la constructora estaba obligada.
Antiguo cine Aramo
Situado en el número 20 de la calle, el edificio que albergó en sus bajos hasta el año 1980 el cine Aramo, es una de las más importantes obras del funcionalismo en Asturias. Su primer proyecto data de 1935, compartido por los arquitectos Enrique Rodríguez Bustelo y los Hermanos Somolinos. La Guerra Civil interrumpe las obras, presentándose en 1939 un nuevo proyecto continuador del anterior y exclusivo de Somolimos. En sus orígenes se trataba de un edificio destinado a viviendas, de lujo, con destino al alquiler, con una sala de cine y un local comercial en la planta baja. El entresuelo estaba destinado a oficinas del promotor y el ático a estudio de los arquitectos Somolinos, Francisco y Fernando. El edificio se terminó en 1941, abriendo sus puertas el cine Aramo en 1944.
En el año 2001, el local comercial, ocupado anteriormente por Radio Norte, y la sala del cine son reformados para albergar una superficie comercial.